# GMベトナム
GMベトナム (GM Vietnam) は、ゼネラルモーターズ (GM) のベトナム子会社で、シボレーブランドの自動車の製造および販売を行っている企業。

## 概要
1993年12月に韓国の大宇自動車の現地合弁企業ビダムコ (VIDAMCO, Vietnam-Daewoo Motor Company Limited) として設立。2000年4月に大宇自動車の完全子会社となる。2002年10月に経営破綻した大宇自動車をゼネラルモーターズが買収し、GM大宇自動車技術 (GMDAT) が発足する。ビダムコもGM大宇ビダムコ (GM Daewoo Vidamco) に改名した。その後はGM大宇ブランドで車種を投入していたが、2006年のキャプティバから順次シボレーブランドに切り替えていった。GM大宇は2011年3月に韓国GMに社名変更し、GM大宇ビダムコも2011年7月にGMベトナムに社名変更した。
2018年6月28日、ゼネラルモーターズとベトナム最大の私有コングロマリットであるビングループ子会社のビンファスト (VinFast) はGMベトナムの事業譲渡を含む戦略的提携で合意した。同年末までにGMベトナムのハノイ工場、ディーラー網および従業員がビンファストに引き継がれる見込みである。ビンファストはベトナムにおけるシボレー車の独占販売者となるほか、ハノイ工場に大規模投資を行い、GMから技術供与を受けて2019年から自社ブランド車の製造・販売を行う。

## 車種一覧

### 現行販売車種
- シボレー・アベオ (2006-)
- シボレー・スパーク (2008-)
- シボレー・キャプティバ (2009- )
- シボレー・クルーズ (2010-)
- シボレー・オーランド (2011-)
- シボレー・コロラド
- シボレー・トレイルブレイザー

### 過去の車種
- 大宇・シエロ (1995–2002)
- 大宇・ヌビラ (1995-2000)
- 大宇・レガンザ (1998-2000)
- 大宇・マティス (1998-2007)
- 大宇・ラノス (2000-2006)
- 大宇・マグナス (2002-2007)
- シボレー・ビバント (2008-2011)
- 大宇・ダマス (1993-?)
- 大宇・ラボ (1993-?)